# Helgafell
L'Helgafell est un volcan inactif situé sur l'île islandaise Heimaey, dans l'archipel des îles Vestmann. La dernière éruption du Helgafell date de 6 000 ans. À côté du Helgafell se trouve le volcan actif Eldfell, dont la dernière éruption a eu lieu en 1973.

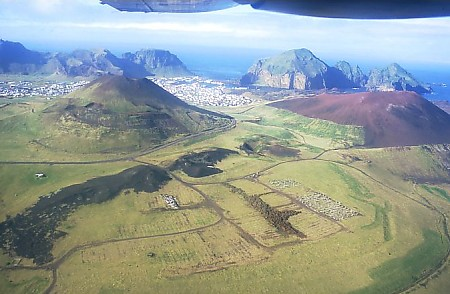
Vue aérienne de l'Eldfell (à droite) et de l'Helgafell (à gauche).